# 會元曆
《會元曆》，是中国古代曆法，南宋使用的第五部历法，屬於陰陽曆。
宋光宗绍熙二年（1191年），刘孝荣修成《會元曆》。从绍熙二年（1191年）颁布施行，取代刘孝荣原先修成的《淳熙曆》。岁实（回归年）为365.2437日，朔策（朔望月）为29.53059日。至宋宁宗慶元四年（1198年），被《統天曆》取代。